# شارلوت وايلدر
شارلوت وايلدر (بالإنجليزية: Charlotte Wilder)‏ (1898 - 1980)؛ كاتِبة وشاعرة أمريكية.